# (637) Chrysothemis
(637) Chrysothemis – planetoida z grupy pasa głównego asteroid.

## Odkrycie
Została odkryta 11 marca 1907 roku w Taunton (Massachusetts) przez Joela Metcalfa. Nazwa planetoidy pochodzi od Chrysotemis, córki Agamemnona w mitologii greckiej. Przed jej nadaniem planetoida nosiła oznaczenie tymczasowe (637) 1907 YE.

## Orbita
(637) Chrysothemis okrąża Słońce w ciągu 5 lat i 231 dni w średniej odległości 3,16 j.a. Należy do planetoid z rodziny Themis.